# Kat DeLuna
Kathleen Emperatriz (Kat) DeLuna (New York, 26 november 1987) is een Dominicaans-Amerikaanse zangeres, die zowel in het Engels als in het Spaans zingt.

## Levensloop

### Jeugd
DeLuna werd geboren in The Bronx en verhuisde samen met haar familie naar de Dominicaanse Republiek, waar zij in armoede leefde. Haar zangtalent werd reeds onderkend toen zij vier jaar oud was. Toen DeLuna negen was, verhuisde het gezin terug naar de Verenigde Staten, maar deze keer naar New Jersey. Daar schreef zij ook haar eerste lied, Estoy Triste (Ik ben verdrietig), geïnspireerd op de scheiding van haar ouders. DeLuna debuteerde op het podium op twaalfjarige leeftijd, toen zij werd uitgenodigd door Milly Quezada, de "Koningin van de Merengue", om met haar op het podium te zingen voor duizenden mensen. DeLuna werd vervolgens toegelaten tot de Arts High School in Newark in de Amerikaanse staat New Jersey, een gespecialiseerde school waar ook beroemde mensen zoals Whitney Houston, Savion Glover en Tisha Campbell hun opleiding volgden. Zij vormde de meidengroep Coquette, een Latijns-Amerikaanse hiphop- en R&B-groep. Hoewel zij met Coquette bleef werken, bleef DeLuna ook op andere manieren proberen als zangeres wereldfaam te verwerven. Op de leeftijd van vijftien jaar zong zij tijdens een karaoke-competitie haar versie van I Will Always Love You, waarmee ze de wedstrijd won. Het was dankzij deze competitie dat zij de Cubaanse salsazanger Rey Ruiz leerde kennen, die haar als advies meegaf: "Niemand kent je beter dan jijzelf, en niemand kan je helpen als jij jezelf niet helpt." Met deze woorden in gedachten begon DeLuna vervolgens haar eigen muziek te schrijven.

### 9 Lives
DeLuna werd beroemd met haar eerste single Whine Up met Elephant Man. Met deze single oogstte zij succes, maar minder dan verwacht. Hij behaalde de 29e plaats in de Amerikaanse Billboard Hot 100. Het wachten was op het moment dat de single ook in Europa zou uitkomen, wat begin 2008 gebeurde. De single behaalde eerst in Frankrijk de 9e positie en vervolgens in de Belgische Ultratop 50 de zesde plek. Niet veel later kwam hij in Nederland uit, werd TMF Superclip en behaalde (tot het moment van schrijven) de 71e plaats in de Single Top 100. De tweede single zou oorspronkelijk Am I Dreaming zijn, maar vanwege het middelmatige succes van Whine Up werd er opnieuw voor een uptempo nummer gekozen. Inmiddels is de single Run the Show, met Busta Rhymes (internationaal) of met Don Omar (in Spaanstalige landen), in zowel Frankrijk als België uit. In Frankrijk behaalde hij, net als DeLuna's debuutsingle, de 9e plaats. In België haalde hij de 5e plaats. Haar album 9 Lives kwam oorspronkelijk uit op 9 augustus 2007, maar was weinig succesvol, ondanks een speciale uitgave die op 21 november 2007 werd uitgebracht. In 2008 werd het album opnieuw uitgebracht, na de wat grotere successen van de singles. Op 18 april 2008 lag deze heruitgave in de winkels. DeLuna won de prijs van Best New Artist van MTV en TR3, en werd genomineerd voor een Latin Billboard Award. Als derde Europese single werd gekozen voor In the End. Deze deed het goed in de Belgische en Franse hitlijsten. Het was meteen de laatste single van 9 Lives.

### Inside Out
Midden 2008 lekten er twee nummers uit die zij wederom met RedOne maakte: Number One Lady met Shaka Dee en Calling You. Het laatste werd als single in de Verenigde Staten uitgebracht maar had weinig succes. Begin 2009 werd bekend dat zij werkte aan haar nieuwe album en er kwam in maart 2009 een nieuwe single uit, getiteld Unstoppable, een samenwerking met rapper Lil Wayne. Ook dit nummer was niet succesvol. Begin 2010 werd bekend dat Push Push met Akon de definitieve leadsingle van het album werd. Als tweede single van het nummer werd gekozen voor Party O'Clock. Dancing tonight werd gekozen als 3de single van Inside out. De videoclip verscheen op 24 maart op Vevo. Eind augustus 2011 kwam het nummer Drop It Low uit. Dit werd opnieuw een grote hit in België.

## Discografie

### Albums
| Album met hitnotering(en) in de Vlaamse Ultratop 200 albums | Datum van verschijnen | Datum van binnenkomst | Hoogste positie | Aantal weken | Opmerkingen |
| ----------------------------------------------------------- | --------------------- | --------------------- | --------------- | ------------ | ----------- |
| 9 Lives                                                     | 18-04-2008            | 03-05-2008            | 16              | 40           |             |
| Inside out                                                  | 05-11-2010            | 12-11-2010            | 16              | 10           |             |

### Singles
| Single met eventuele hitnotering(en) in de Nederlandse Top 40 | Datum van verschijnen | Datum van binnenkomst | Hoogste positie | Aantal weken | Opmerkingen                                    |
| ------------------------------------------------------------- | --------------------- | --------------------- | --------------- | ------------ | ---------------------------------------------- |
| Whine up                                                      | 15-05-2007            | 26-04-2008            | tip9            | -            | met Elephant Man / Nr. 71 in de Single Top 100 |

| Single met hitnotering(en) in de Vlaamse Ultratop 50 | Datum van verschijnen | Datum van binnenkomst | Hoogste positie | Aantal weken | Opmerkingen                   |
| ---------------------------------------------------- | --------------------- | --------------------- | --------------- | ------------ | ----------------------------- |
| Whine up                                             | 2007                  | 23-02-2008            | 6               | 18           | met Elephant Man              |
| Run the show                                         | 2008                  | 17-05-2008            | 5               | 26           | met Busta Rhymes              |
| In the end                                           | 2008                  | 01-11-2008            | 31              | 5            |                               |
| Push push                                            | 2010                  | 07-08-2010            | 15              | 13           | met Akon                      |
| Party o'clock                                        | 2010                  | 30-10-2010            | 17              | 6            |                               |
| Drop it low                                          | 18-07-2011            | 17-09-2011            | 12              | 18           |                               |
| I had a dream (Producelast)                          | 21-05-2012            | 30-06-2012            | 47              | 1            | met David Latour & Fo Onassis |
| Wanna see u dance                                    | 2012                  | 01-09-2012            | tip15           | -            |                               |
| Shake it                                             | 2013                  | 09-02-2013            | tip95*          |              | met Dam'Edge & Fatman Scoop   |

### Gastoptredens
- 2007: Cut Off Time (Omarion met Kat DeLuna)
- 2008: Tek Weh Yuhself Again (Remix) (Mr. Vegas met Kat DeLuna & Lil' Kim)
- 2008: Body Talk (Elephant Man met Kat DeLuna & Jha Jha)